# This Is a Pinback CD
This Is a Pinback CD es el álbum debut de la banda de rock indie Pinback. Existen por lo menos dos versiones diferentes de este disco. La primera versión fue publicada por  Ace Fu Records el 12 de octubre de 1999. La otra fue lanzada el mismo año en Europa por Cutty Shark Records. En la última versión se incluyeron dos canciones nuevas y el orden también fue modificado.
La canción "Hurley" tiene muestras de batería de la canción "It's Expected I'm Gone" de la banda Minutemen.

## Listado de canciones
- Versión de Ace Fu Records:

1. "Tripoli" – 4:30
2. "Hurley" – 3:55
3. "Charborg" – 3:28
4. "Chaos Engine" – 3:38
5. "Shag" – 3:05
6. "Loro" – 3:33
7. "Crutch" – 4:31
8. "Rousseau" – 5:08
9. "Lyon" – 5:18
10. "Montaigne" – 5:38

- Versión de Cutty Shark Records:

1. "Tripoli" – 4:30
2. "Hurley" – 3:55
3. "Charborg" – 3:28
4. "Chaos Engine" – 3:38
5. "Shag" – 3:05
6. "Lyon" – 5:18
7. "Loro" – 3:33
8. "Crutch" – 4:31
9. "Versailles" – 3:36
10. "Rousseau" – 5:08
11. "Byzantine" – 3:43
12. "Montaigne" – 5:38